# Banda (Familienname)
Banda ist der Familienname folgender Personen:
- Abdi Banda (* 1995), tansanischer Fußballspieler
- Aleke Banda (1939–2010), malawischer Politiker, Generalsekretär der Malawi Congress Party (1959)
- Alessandro Banda (* 1963), italienischer Schriftsteller
- Alick Banda (* 1963), sambischer Geistlicher, römisch-katholischer Erzbischof von Lusaka
- Barbra Banda (* 2000), sambische Fußballspielerin und Boxerin
- Bradley Banda (* 1988), gibraltarischer Fußballtorhüter
- Brian Banda (* 1995), simbabwischer Fußballspieler
- Bruce Banda (* 1984), sambischer Fußballspieler
- Charles Romel Banda (* 1956), sambischer Politiker
- Chikondi Banda (* 1978), malawischer Fußballspieler
- Chimunthu Banda (* 1962), malawischer Politiker
- Christopher John Banda (1974–2009), malawischer Fußballspieler
- Clement Banda, sambischer Fußballspieler
- Cosmas Banda (* 1975), sambischer Fußballspieler
- Dave Banda (* 1987), malawischer Fußballspieler
- Davi Banda (* 1983), malawischer Fußballspieler
- Dennis Banda (* 1988), sambischer Fußballspieler
- Emmanuel Banda (* 1997), sambischer Fußballspieler
- Esther Banda (* 2004), sambische Fußballspielerin
- Etta Banda, malawische Politikerin
- Farai Banda (* 1993), simbabwischer Fußballspieler
- Frank Banda (* 1991), malawischer Fußballspieler
- Gilbert Banda (* 1983), simbabwischer Fußballspieler
- Godfrey Banda (* 1983), malawischer Fußballspieler
- Hastings Kamuzu Banda († 1997), malawischer Politiker, Präsident und Diktator Malawis
- Hendrix Banda (1969–2014), malawischer Fußballspieler
- Henry Banda (* 1990), sambischer Fußballspieler
- Hugo Banda (1916–1970), mexikanischer Gewichtheber
- Ian Banda, malawischer Fußballspieler
- Jacob Banda (* 1988), sambischer Fußballspieler
- Jaime Ramírez Banda (1931–2003), chilenischer Fußballspieler, siehe Jaime Ramírez (Fußballspieler, 1931)
- John Banda (* 1993), malawischer Fußballspieler
- Joyce Banda (* 1950), malawische Staatspräsidentin
- Khumbulani Banda (* 1991), simbabwischer Fußballspieler
- Lameck Banda (* 2001), sambischer Fußballspieler
- Lewis Banda (* 1982), simbabwischer Leichtathlet
- Lo Hartog van Banda (1916–2006), niederländischer Comic-Szenarist und Autor
- Luka Banda (* 1995), sambischer Fußballspieler
- Memory Banda (* 1996), malawische Menschenrechtsaktivistin
- Michael Banda (1930–2014), geboren als Michael Alexander Van Der Poorten, sri-lankischer sozialistischer Aktivist
- Nelson Banda (* 1969), sambischer Fußballspieler
- Nephias Banda (* 1985), sambischer Fußballspieler
- Nicholas Banda, sambischer Politiker
- Patrick Banda (Fußballspieler, 1974) (1974–1993), sambischer Fußballspieler
- Patrick Banda (Fußballspieler, 1996) (* 1996), sambischer Fußballspieler
- Paul Banda (* 1997), sambischer Fußballspieler
- Peter Banda (* 2000), sambischer Fußballspieler
- Richard Banda (* 1937), malawischer Sportfunktionär
- Ricky Banda (* 2001), sambischer Fußballspieler
- Rupiah Banda (1937–2022), sambischer Politiker
- Stanley Banda (* 1983), sambischer Fußballspieler
- Susan Banda (* 1990), sambische Fußballspielerin
- Thamar Dillon Thomas Banda, T.D.T. Banda (1910–?), politischer Führer in Njassaland, Präsident des Nyassaland  African Congress und Mitgründer der Congress Liberation Party
- Thoko Banda, Diplomat von Malawi
- Tony Banda (* 1956), US-amerikanischer Jazzmusiker (Bass)
- Youremember Banda (* 1996), sambischer Fußballspieler